# Mānkeshwar
Mānkeshwar är en ort i Indien.   Den ligger i distriktet Osmanabad och delstaten Maharashtra, i den centrala delen av landet, 1 200 km söder om huvudstaden New Delhi. Mānkeshwar ligger 545 meter över havet och antalet invånare är 5 062.
Terrängen runt Mānkeshwar är platt. Runt Mānkeshwar är det ganska tätbefolkat, med 149 invånare per kvadratkilometer. Närmaste större samhälle är Bārsi, 14,4 km söder om Mānkeshwar. Trakten runt Mānkeshwar består till största delen av jordbruksmark.